# Вычнайваам
Вычнайваам — река на Дальнем Востоке России, протекает по территории Анадырского района Чукотского автономного округа. Длина — 52 км.
Берёт истоки в ущелье массива Медвежьих гор Корякского нагорья, впадает в реку Хатырка справа. Высота устья — 256,8 м над уровнем моря.
Притоки (от устья): Гулящий, Ватап, ручей из озера Большого.
Название в переводе с чукот. «река тёмной горы» — от горы, расположенной в низовьях реки.